# K'iche' (volk)
De K'iche' of Quiché zijn een Mayavolk woonachtig in Guatemala. Met ongeveer 2.300.000 zijn zij het talrijkste van de Mayavolkeren.
De K'iche' leven in het middenwesten van Guatemala, voornamelijk in het naar hen genoemde departement El Quiché, en in de departementen Quetzaltenango, Sololá en Totonicapan. Het gebied waar de K'iche' leven is overwegend bergachtig. Ook leven er emigrantengemeenschappen in Mexico en de Verenigde Staten.
Het woord K'iche' betekent 'veel bomen' in het K'iche', en is de benaming die zij aan hun leefgebied gaven. Van de vertaling in het Nahuatl, Cuauhtemallan, is de naam Guatemala afkomstig.
Terwijl de Maya's van Yucatán en El Petén op hun hoogtepunt waren tijdens de klassieke periode, viel het hoogtepunt van de precolumbiaanse K'iche' in de postklassieke periode. Het K'iche'-koninkrijk Q'umarkaj werd in het begin van de 12e eeuw gesticht, wist een groot deel van de Guatemalteekse hooglanden onder controle te krijgen, en veranderde in een welvarend handelsrijk. De 15de-eeuwse K'iche' zijn vooral bekend uit de Popol Vuh (K'iche': Popol Wu'uj), een inheems geschiedenisboek dat kort na de Spaanse verovering is opgesteld.
Aan het eind van de 15e eeuw werden de K'iche' tot vazallen van de Azteken. De Spanjaarden, geleid door Pedro de Alvarado, vielen in 1523 Guatemala binnen, gesteund door de Kaqchikel, de traditionele vijanden van de K'iche'. In februari 1524 werd de laatste K'iche'-heerser, Tecún Umán, gedood door Alvarado.
In de jaren 1980 hoorden de K'iche' tot de grootste slachtoffers van de Guatemalteekse Genocide.
De mensenrechtenactiviste Rigoberta Menchú, winnares Nobelprijs voor de Vrede in 1992, is een K'iche'.
Achi · Acateken · Aguacateken · Chuj · Garifuna · Ch'orti' · Itza · Ixil · Jacalteken · K'iche' · Kaqchikel · Lacandón · Mam · Mopan · Poqomam · Poqomchi' · Q'anjob'al · Q'eqchi' · Sacapulteken · Sipakapense · Tectiteken · Tz'utujil · Uspanteken · Xinka